# Alíns (Huesca)
Alíns es una localidad integrante del municipio de Laspaúles a 6 km de la capital del municipio.
Se encuentra a una altitud de a 1.403 m s. n. m. Es un lugar de paso de la senda GR-11.

## Lugares de interés
- Parroquia de Santa Lucia y San Marcial.[2]

## Demografía
Esta aldea aparecía en el censo de 1950 adscrita a Laspaúles y tenía en 1991 18 hab, en 2011 17 habitantes.